# 1642
Portal Geschichte | Portal Biografien | Aktuelle Ereignisse | Jahreskalender | Tagesartikel

◄ |
16. Jahrhundert |
17. Jahrhundert
| 18. Jahrhundert | ►

◄ |
1610er |
1620er |
1630er |
1640er
| 1650er | 1660er | 1670er | ►

◄◄ |
◄ |
1638 |
1639 |
1640 |
1641 |
1642
| 1643 | 1644 | 1645 | 1646 | ► | ►►
Staatsoberhäupter  · Nekrolog   · Musikjahr
| Januar | Januar | Januar | Januar | Januar | Januar | Januar | Januar |
| Kw     | Mo     | Di     | Mi     | Do     | Fr     | Sa     | So     |
| ------ | ------ | ------ | ------ | ------ | ------ | ------ | ------ |
| 1      |        |        | 1      | 2      | 3      | 4      | 5      |
| 2      | 6      | 7      | 8      | 9      | 10     | 11     | 12     |
| 3      | 13     | 14     | 15     | 16     | 17     | 18     | 19     |
| 4      | 20     | 21     | 22     | 23     | 24     | 25     | 26     |
| 5      | 27     | 28     | 29     | 30     | 31     |        |        |

| Februar | Februar | Februar | Februar | Februar | Februar | Februar | Februar |
| Kw      | Mo      | Di      | Mi      | Do      | Fr      | Sa      | So      |
| ------- | ------- | ------- | ------- | ------- | ------- | ------- | ------- |
| 5       |         |         |         |         |         | 1       | 2       |
| 6       | 3       | 4       | 5       | 6       | 7       | 8       | 9       |
| 7       | 10      | 11      | 12      | 13      | 14      | 15      | 16      |
| 8       | 17      | 18      | 19      | 20      | 21      | 22      | 23      |
| 9       | 24      | 25      | 26      | 27      | 28      |         |         |

| März | März | März | März | März | März | März | März |
| Kw   | Mo   | Di   | Mi   | Do   | Fr   | Sa   | So   |
| ---- | ---- | ---- | ---- | ---- | ---- | ---- | ---- |
| 9    |      |      |      |      |      | 1    | 2    |
| 10   | 3    | 4    | 5    | 6    | 7    | 8    | 9    |
| 11   | 10   | 11   | 12   | 13   | 14   | 15   | 16   |
| 12   | 17   | 18   | 19   | 20   | 21   | 22   | 23   |
| 1    | 24   | 25   | 26   | 27   | 28   | 29   | 30   |
| 14   | 31   |      |      |      |      |      |      |

| April | April | April | April | April | April | April | April |
| Kw    | Mo    | Di    | Mi    | Do    | Fr    | Sa    | So    |
| ----- | ----- | ----- | ----- | ----- | ----- | ----- | ----- |
| 14    |       | 1     | 2     | 3     | 4     | 5     | 6     |
| 15    | 7     | 8     | 9     | 10    | 11    | 12    | 13    |
| 16    | 14    | 15    | 16    | 17    | 18    | 19    | 20    |
| 17    | 21    | 22    | 23    | 24    | 25    | 26    | 27    |
| 18    | 28    | 29    | 30    |       |       |       |       |

| Mai | Mai | Mai | Mai | Mai | Mai | Mai | Mai |
| Kw  | Mo  | Di  | Mi  | Do  | Fr  | Sa  | So  |
| --- | --- | --- | --- | --- | --- | --- | --- |
| 18  |     |     |     | 1   | 2   | 3   | 4   |
| 19  | 5   | 6   | 7   | 8   | 9   | 10  | 11  |
| 20  | 12  | 13  | 14  | 15  | 16  | 17  | 18  |
| 21  | 19  | 20  | 21  | 22  | 23  | 24  | 25  |
| 22  | 26  | 27  | 28  | 29  | 30  | 31  |     |

| Juni | Juni | Juni | Juni | Juni | Juni | Juni | Juni |
| Kw   | Mo   | Di   | Mi   | Do   | Fr   | Sa   | So   |
| ---- | ---- | ---- | ---- | ---- | ---- | ---- | ---- |
| 22   |      |      |      |      |      |      | 1    |
| 23   | 2    | 3    | 4    | 5    | 6    | 7    | 8    |
| 24   | 9    | 10   | 11   | 12   | 13   | 14   | 15   |
| 25   | 16   | 17   | 18   | 19   | 20   | 21   | 22   |
| 26   | 23   | 24   | 25   | 26   | 27   | 28   | 29   |
| 27   | 30   |      |      |      |      |      |      |

| Juli | Juli | Juli | Juli | Juli | Juli | Juli | Juli |
| Kw   | Mo   | Di   | Mi   | Do   | Fr   | Sa   | So   |
| ---- | ---- | ---- | ---- | ---- | ---- | ---- | ---- |
| 27   |      | 1    | 2    | 3    | 4    | 5    | 6    |
| 2    | 7    | 8    | 9    | 10   | 11   | 12   | 13   |
| 29   | 14   | 15   | 16   | 17   | 18   | 19   | 20   |
| 30   | 21   | 22   | 23   | 24   | 25   | 26   | 27   |
| 31   | 28   | 29   | 30   | 31   |      |      |      |

| August | August | August | August | August | August | August | August |
| Kw     | Mo     | Di     | Mi     | Do     | Fr     | Sa     | So     |
| ------ | ------ | ------ | ------ | ------ | ------ | ------ | ------ |
| 31     |        |        |        |        | 1      | 2      | 3      |
| 32     | 4      | 5      | 6      | 7      | 8      | 9      | 10     |
| 33     | 11     | 12     | 13     | 14     | 15     | 16     | 17     |
| 34     | 18     | 19     | 20     | 21     | 22     | 23     | 24     |
| 35     | 25     | 26     | 27     | 28     | 29     | 30     | 31     |

| September | September | September | September | September | September | September | September |
| Kw        | Mo        | Di        | Mi        | Do        | Fr        | Sa        | So        |
| --------- | --------- | --------- | --------- | --------- | --------- | --------- | --------- |
| 36        | 1         | 2         | 3         | 4         | 5         | 6         | 7         |
| 37        | 8         | 9         | 10        | 11        | 12        | 13        | 14        |
| 38        | 15        | 16        | 17        | 18        | 19        | 20        | 21        |
| 39        | 22        | 23        | 24        | 25        | 26        | 27        | 28        |
| 40        | 29        | 30        |           |           |           |           |           |

| Oktober | Oktober | Oktober | Oktober | Oktober | Oktober | Oktober | Oktober |
| Kw      | Mo      | Di      | Mi      | Do      | Fr      | Sa      | So      |
| ------- | ------- | ------- | ------- | ------- | ------- | ------- | ------- |
| 40      |         |         | 1       | 2       | 3       | 4       | 5       |
| 41      | 6       | 7       | 8       | 9       | 10      | 11      | 12      |
| 42      | 13      | 14      | 15      | 16      | 17      | 18      | 19      |
| 43      | 20      | 21      | 22      | 23      | 24      | 25      | 26      |
| 44      | 27      | 28      | 29      | 30      | 31      |         |         |

| November | November | November | November | November | November | November | November |
| Kw       | Mo       | Di       | Mi       | Do       | Fr       | Sa       | So       |
| -------- | -------- | -------- | -------- | -------- | -------- | -------- | -------- |
| 44       |          |          |          |          |          | 1        | 2        |
| 45       | 3        | 4        | 5        | 6        | 7        | 8        | 9        |
| 46       | 10       | 11       | 12       | 13       | 14       | 15       | 16       |
| 47       | 17       | 18       | 19       | 20       | 21       | 22       | 23       |
| 48       | 24       | 25       | 26       | 27       | 28       | 29       | 30       |

| Dezember | Dezember | Dezember | Dezember | Dezember | Dezember | Dezember | Dezember |
| Kw       | Mo       | Di       | Mi       | Do       | Fr       | Sa       | So       |
| -------- | -------- | -------- | -------- | -------- | -------- | -------- | -------- |
| 49       | 1        | 2        | 3        | 4        | 5        | 6        | 7        |
| 50       | 8        | 9        | 10       | 11       | 12       | 13       | 14       |
| 51       | 15       | 16       | 17       | 18       | 19       | 20       | 21       |
| 52       | 22       | 23       | 24       | 25       | 26       | 27       | 28       |
| 1        | 29       | 30       | 31       |          |          |          |          |

| Januar | Januar | Januar | Januar | Januar | Januar | Januar | Januar |
| Kw     | Mo     | Di     | Mi     | Do     | Fr     | Sa     | So     |
| ------ | ------ | ------ | ------ | ------ | ------ | ------ | ------ |
| 1      |        |        | 1      | 2      | 3      | 4      | 5      |
| 2      | 6      | 7      | 8      | 9      | 10     | 11     | 12     |
| 3      | 13     | 14     | 15     | 16     | 17     | 18     | 19     |
| 4      | 20     | 21     | 22     | 23     | 24     | 25     | 26     |
| 5      | 27     | 28     | 29     | 30     | 31     |        |        |

| Februar | Februar | Februar | Februar | Februar | Februar | Februar | Februar |
| Kw      | Mo      | Di      | Mi      | Do      | Fr      | Sa      | So      |
| ------- | ------- | ------- | ------- | ------- | ------- | ------- | ------- |
| 5       |         |         |         |         |         | 1       | 2       |
| 6       | 3       | 4       | 5       | 6       | 7       | 8       | 9       |
| 7       | 10      | 11      | 12      | 13      | 14      | 15      | 16      |
| 8       | 17      | 18      | 19      | 20      | 21      | 22      | 23      |
| 9       | 24      | 25      | 26      | 27      | 28      |         |         |

| März | März | März | März | März | März | März | März |
| Kw   | Mo   | Di   | Mi   | Do   | Fr   | Sa   | So   |
| ---- | ---- | ---- | ---- | ---- | ---- | ---- | ---- |
| 9    |      |      |      |      |      | 1    | 2    |
| 10   | 3    | 4    | 5    | 6    | 7    | 8    | 9    |
| 11   | 10   | 11   | 12   | 13   | 14   | 15   | 16   |
| 12   | 17   | 18   | 19   | 20   | 21   | 22   | 23   |
| 1    | 24   | 25   | 26   | 27   | 28   | 29   | 30   |
| 14   | 31   |      |      |      |      |      |      |

| April | April | April | April | April | April | April | April |
| Kw    | Mo    | Di    | Mi    | Do    | Fr    | Sa    | So    |
| ----- | ----- | ----- | ----- | ----- | ----- | ----- | ----- |
| 14    |       | 1     | 2     | 3     | 4     | 5     | 6     |
| 15    | 7     | 8     | 9     | 10    | 11    | 12    | 13    |
| 16    | 14    | 15    | 16    | 17    | 18    | 19    | 20    |
| 17    | 21    | 22    | 23    | 24    | 25    | 26    | 27    |
| 18    | 28    | 29    | 30    |       |       |       |       |

| Mai | Mai | Mai | Mai | Mai | Mai | Mai | Mai |
| Kw  | Mo  | Di  | Mi  | Do  | Fr  | Sa  | So  |
| --- | --- | --- | --- | --- | --- | --- | --- |
| 18  |     |     |     | 1   | 2   | 3   | 4   |
| 19  | 5   | 6   | 7   | 8   | 9   | 10  | 11  |
| 20  | 12  | 13  | 14  | 15  | 16  | 17  | 18  |
| 21  | 19  | 20  | 21  | 22  | 23  | 24  | 25  |
| 22  | 26  | 27  | 28  | 29  | 30  | 31  |     |

| Juni | Juni | Juni | Juni | Juni | Juni | Juni | Juni |
| Kw   | Mo   | Di   | Mi   | Do   | Fr   | Sa   | So   |
| ---- | ---- | ---- | ---- | ---- | ---- | ---- | ---- |
| 22   |      |      |      |      |      |      | 1    |
| 23   | 2    | 3    | 4    | 5    | 6    | 7    | 8    |
| 24   | 9    | 10   | 11   | 12   | 13   | 14   | 15   |
| 25   | 16   | 17   | 18   | 19   | 20   | 21   | 22   |
| 26   | 23   | 24   | 25   | 26   | 27   | 28   | 29   |
| 27   | 30   |      |      |      |      |      |      |

| Juli | Juli | Juli | Juli | Juli | Juli | Juli | Juli |
| Kw   | Mo   | Di   | Mi   | Do   | Fr   | Sa   | So   |
| ---- | ---- | ---- | ---- | ---- | ---- | ---- | ---- |
| 27   |      | 1    | 2    | 3    | 4    | 5    | 6    |
| 2    | 7    | 8    | 9    | 10   | 11   | 12   | 13   |
| 29   | 14   | 15   | 16   | 17   | 18   | 19   | 20   |
| 30   | 21   | 22   | 23   | 24   | 25   | 26   | 27   |
| 31   | 28   | 29   | 30   | 31   |      |      |      |

| August | August | August | August | August | August | August | August |
| Kw     | Mo     | Di     | Mi     | Do     | Fr     | Sa     | So     |
| ------ | ------ | ------ | ------ | ------ | ------ | ------ | ------ |
| 31     |        |        |        |        | 1      | 2      | 3      |
| 32     | 4      | 5      | 6      | 7      | 8      | 9      | 10     |
| 33     | 11     | 12     | 13     | 14     | 15     | 16     | 17     |
| 34     | 18     | 19     | 20     | 21     | 22     | 23     | 24     |
| 35     | 25     | 26     | 27     | 28     | 29     | 30     | 31     |

| September | September | September | September | September | September | September | September |
| Kw        | Mo        | Di        | Mi        | Do        | Fr        | Sa        | So        |
| --------- | --------- | --------- | --------- | --------- | --------- | --------- | --------- |
| 36        | 1         | 2         | 3         | 4         | 5         | 6         | 7         |
| 37        | 8         | 9         | 10        | 11        | 12        | 13        | 14        |
| 38        | 15        | 16        | 17        | 18        | 19        | 20        | 21        |
| 39        | 22        | 23        | 24        | 25        | 26        | 27        | 28        |
| 40        | 29        | 30        |           |           |           |           |           |

| Oktober | Oktober | Oktober | Oktober | Oktober | Oktober | Oktober | Oktober |
| Kw      | Mo      | Di      | Mi      | Do      | Fr      | Sa      | So      |
| ------- | ------- | ------- | ------- | ------- | ------- | ------- | ------- |
| 40      |         |         | 1       | 2       | 3       | 4       | 5       |
| 41      | 6       | 7       | 8       | 9       | 10      | 11      | 12      |
| 42      | 13      | 14      | 15      | 16      | 17      | 18      | 19      |
| 43      | 20      | 21      | 22      | 23      | 24      | 25      | 26      |
| 44      | 27      | 28      | 29      | 30      | 31      |         |         |

| November | November | November | November | November | November | November | November |
| Kw       | Mo       | Di       | Mi       | Do       | Fr       | Sa       | So       |
| -------- | -------- | -------- | -------- | -------- | -------- | -------- | -------- |
| 44       |          |          |          |          |          | 1        | 2        |
| 45       | 3        | 4        | 5        | 6        | 7        | 8        | 9        |
| 46       | 10       | 11       | 12       | 13       | 14       | 15       | 16       |
| 47       | 17       | 18       | 19       | 20       | 21       | 22       | 23       |
| 48       | 24       | 25       | 26       | 27       | 28       | 29       | 30       |

| Dezember | Dezember | Dezember | Dezember | Dezember | Dezember | Dezember | Dezember |
| Kw       | Mo       | Di       | Mi       | Do       | Fr       | Sa       | So       |
| -------- | -------- | -------- | -------- | -------- | -------- | -------- | -------- |
| 49       | 1        | 2        | 3        | 4        | 5        | 6        | 7        |
| 50       | 8        | 9        | 10       | 11       | 12       | 13       | 14       |
| 51       | 15       | 16       | 17       | 18       | 19       | 20       | 21       |
| 52       | 22       | 23       | 24       | 25       | 26       | 27       | 28       |
| 1        | 29       | 30       | 31       |          |          |          |          |

## Ereignisse

### Politik und Weltgeschehen

#### Britische Inseln

##### Englischer Bürgerkrieg

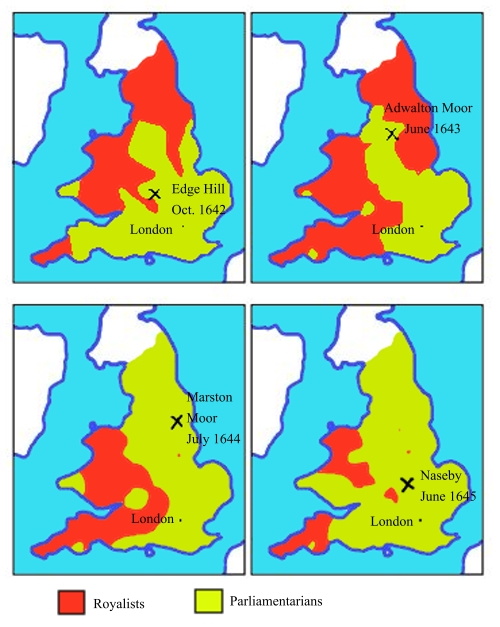
Frontverläufe im englischen Bürgerkrieg 1642 bis 1645

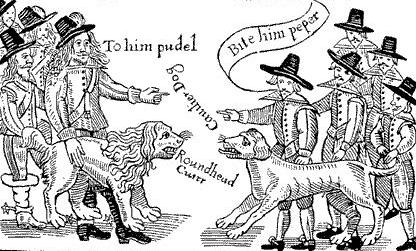
Zeitgenössische Karikatur zum Englischen Bürgerkrieg

- 4. Januar: König Karl I. von England dringt mit 400 Bewaffneten im House of Commons ein, um die Abgeordneten des Parlaments zu verhaften, die für die Große Remonstranz verantwortlich sind. Der versuchte Staatsstreich scheitert, weil John Pym, John Hampden und Oliver Cromwell bereits geflohen sind, wird aber zum Auslöser des englischen Bürgerkrieges.
- 22. August: Nach der versuchten Verhaftung von fünf Abgeordneten des englischen Parlaments auf Befehl von König Karl I. bricht der Englische Bürgerkrieg zwischen Krone und Parlament aus.
- 11. Oktober: Die Belagerung von Kingston upon Hull durch royalistische Truppen unter der Führung von William Cavendish, Earl of Newcastle, muss ergebnislos abgebrochen werden. Die Belagerung hat begonnen, nachdem der Gouverneur Hulls offen für die parlamentarische Seite Partei ergriffen und König Karl I. den Zugang zur Stadt und dem militärisch wichtigen Arsenal verweigert hat.
- 23. Oktober: Die Schlacht bei Edgehill, die erste Feldschlacht des Englischen Bürgerkrieges endet unentschieden, nimmt den Royalisten allerdings die Möglichkeit, auf London zu marschieren und dadurch einen schnellen Sieg über die Parlamentarier zu erringen.

##### Irische Konföderationskriege
- Die Irischen Konföderationskriege, manchmal auch als Elfjähriger Krieg bezeichnet, brechen aus, nachdem im Sommer 1642 die obere Klasse und der Klerus die Konföderation Irland bildeten, eine De-facto-Regierung von Irland.
- Die Belagerung von Limerick ist die erste Belagerung der Stadt im 17. Jahrhundert und findet während der irischen Konföderationskriege statt. Nach vier Wochen, von Hunger und Krankheiten gezeichnet, ergeben sich die englischen Protestanten – 400 überleben und werden nach Dublin evakuiert.
- 15. April: Die Schlacht von Kilrush zwischen einer englischen Armee unter James Butler und einer Truppe schlecht ausgerüsteter und untrainierter irischer Rebellen unter Richard Butler endet mit einem Sieg der Engländer.
- Juli: Bei der Schlacht von Liscarroll trifft eine konföderierte irische Armee unter Garret Barry auf eine englische Armee aus Soldaten und protestantischen Siedlern unter Murrough O’Brien. Barry belagert zu diesem Zeitpunkt Liscarroll Castle am Munster Blackwater, um die englische Belagerung von Cork zu isolieren. Doch O’Brien kommt mit seinen nahen Truppen zu Hilfe, so dass es schließlich zur Schlacht kommt, die die Engländer für sich entscheiden.

#### Dreißigjähriger Krieg
- 17. Januar: In der Schlacht auf der Kempener Heide (Tönisvorst zwischen Krefeld und Kempen) besiegen Franzosen und Hessen ein kaiserliches Heer unter Graf Lamboy.
- 12. Mai bis 17. Juni: Erfolglose Belagerung von Lleida (Katalonien) mit spanischer Besatzung durch die Franzosen unter Louis II. de Condé.
- 26. Mai: Die Schlacht bei Honnecourt bringt einen Sieg Spaniens über Frankreich. Sie findet bei Honnecourt-sur-Escaut in der Nähe von Cambrai statt.
- August: Der Frankfurter Deputationstag, eine Reichsdeputation wird von Kaiser Ferdinand III. zum August 1642 einberufen. Er beginnt verspätet im Januar 1643.
- 7. Oktober: Schlacht bei Lleida. Die Spanier unter Diego Filipe de Guzmán, marqués de Leganés besiegen die Franzosen unter Lamothe-Houdancourt.
- 2. November: Die Schweden unter Lennart Torstensson besiegen die kaiserlichen Truppen in der zweiten Schlacht bei Breitenfeld.

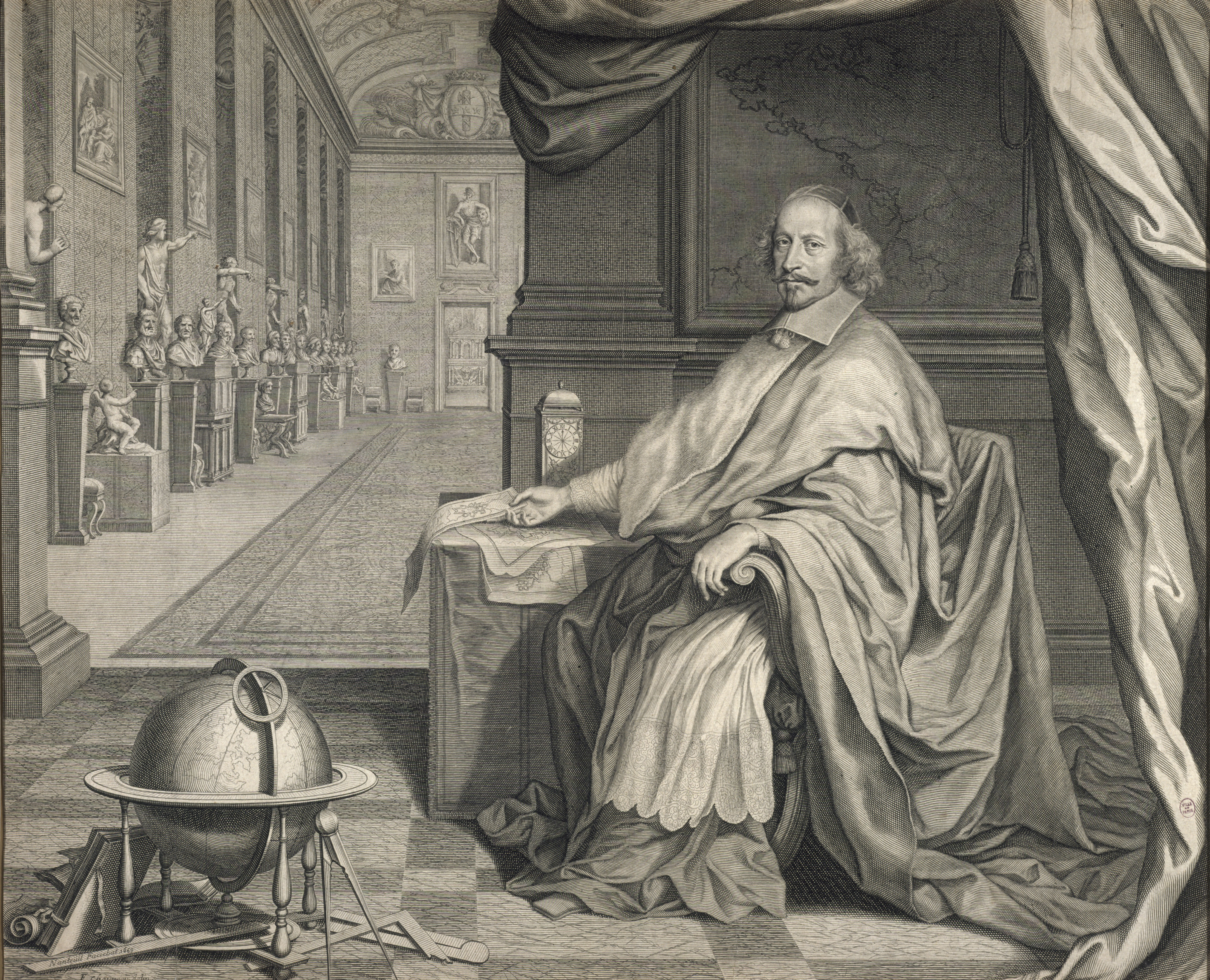
Kardinal Jules Mazarin in seinem Palast

- 4. Dezember: Nach dem Tod von Kardinal Armand-Jean du Plessis, duc de Richelieu, übernimmt Kardinal Jules Mazarin dessen Amt als Erster Minister Frankreichs.

#### Weitere Ereignisse im Reich
In Sachsen-Gotha wird die allgemeine Schulpflicht eingeführt.

#### Nordamerika
Eine Gruppe von Siedlern unter der Führung von Paul Chomedey de Maisonneuve und Jeanne Mance begründet am 17. Mai auf der Île de Montréal im Sankt-Lorenz-Strom ein christliches Siedlungsprojekt. Die entstehende Gemeinde Ville-Marie bildet den Grundstein der heutigen Metropole Montreal.

#### Afrika
Am 17. Februar wird der Vertrag von Axim zwischen den Niederlanden und den „chiefs“ des Ortes Axim im Südwesten des heutigen Ghana abgeschlossen. Der Vertrag, der abgeschlossen wird, nachdem die Niederländische Westindien-Kompanie die Portugiesen vertrieben hat, die dort bisher mit dem Fort São António einen ihrer ältesten Stützpunkte an der Goldküste besessen haben, regelt die Oberhoheit der Niederlande und der Kompanie über die Stadt und ihr Herrschaftsgebiet.

#### Asien
Die Portugiesen erobern Wehale, das kulturelle und religiöse Zentrum von Timor. Damit üben sie nun die Kontrolle über den Großteil der Insel aus. Die Portugiesen haben unter Fernandes eine groß angelegte Militäraktion begonnen, um ihre Kontrolle auf das Inselinnere auszuweiten. Begründet wurde dieses Vorgehen mit dem Schutz der christianisierten Herrscher der Küstenregion. Die vorangegangene Christianisierung unterstützt die Portugiesen bei ihrem schnellen und brutalen Sieg, da ihr Einfluss auf die Timoresen den Widerstand bereits geschwächt hat.

#### Australien / Ozeanien

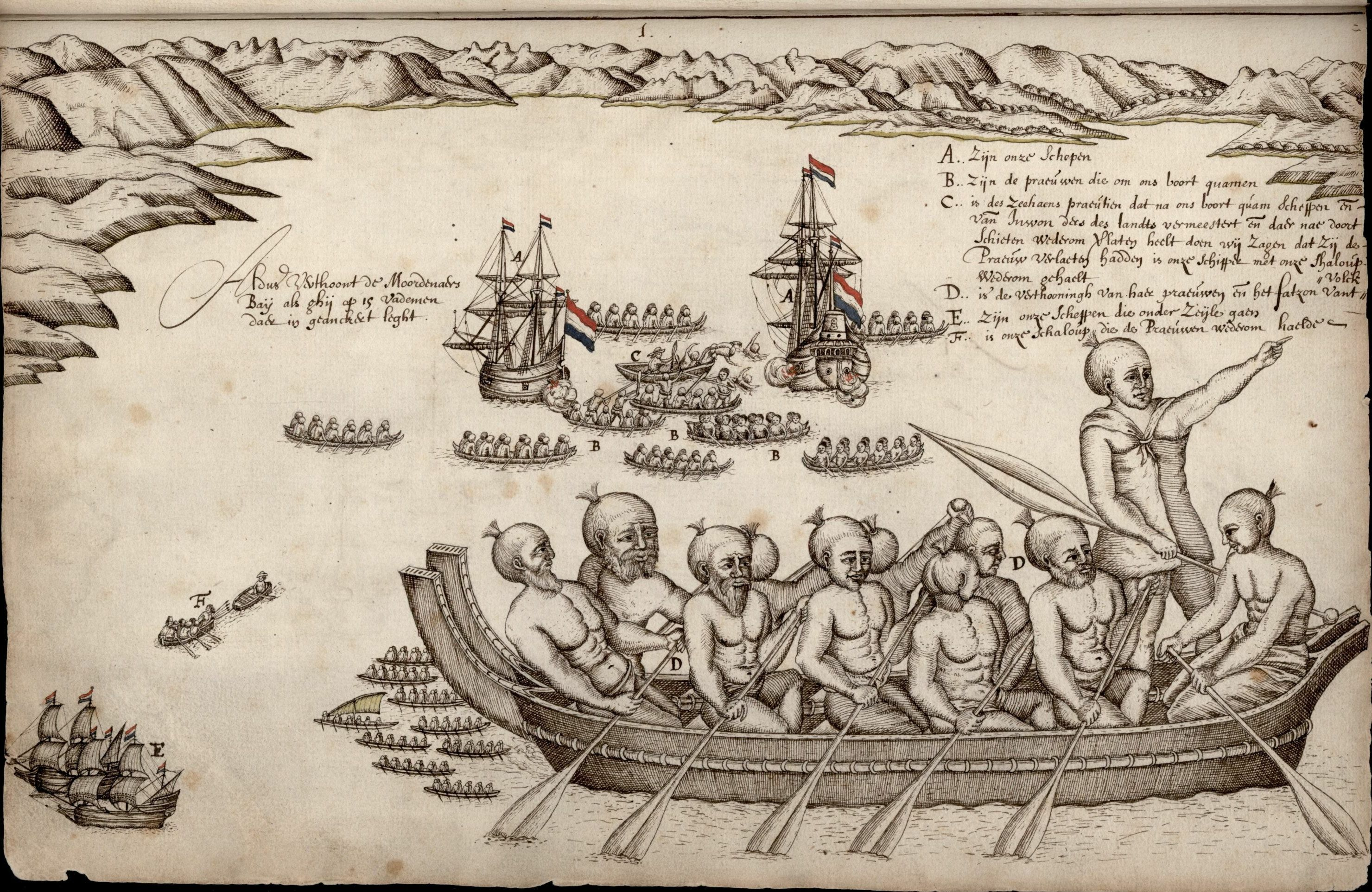
Erste Begegnung mit Māori

- 24. November: Die Niederländische Ostindien-Kompanie entschließt sich, Australien durch eine geplante Expedition zu erforschen. Auf dieser Expedition entdeckt Abel Tasman als erster Europäer die Insel Van Diemen’s Land (welche später in Tasmanien umbenannt wird).
- 13. Dezember – Auf der Suche nach dem Großen Südkontinent entdeckt Abel Tasman als erster Europäer die Südinsel von Neuseeland.

### Wirtschaft
Am Eingang der Weser wird erstmals eine Leittonne erwähnt.

### Wissenschaft und Technik
- In Turku entsteht im Zuge der Universitätsgründung die erste Druckerei Finnlands.
- Die Schabtechnik, ein Tiefdruckverfahren, wird in Holland von dem Deutschen Ludwig von Siegen entwickelt.
- Der französische Mathematiker und Physiker Blaise Pascal beginnt mit dem Bau einer Rechenmaschine, der Pascaline.
- Guillaume de Baillou verwendet erstmals die Begriffe Rheuma und Rheumatismus in seinem Werk Liber de Rheumatismo et Pleuritide dorsali. Er glaubt nach der damaligen Lehre der Körpersäfte (Humoralpathologie), dass kalter Schleim vom Gehirn herab zu den Extremitäten fließe und die entsprechenden Beschwerden auslöse.
- Johann Georg Wirsung entdeckt den nach ihm benannten Ausführgang der Bauchspeicheldrüse beim Menschen (Wirsung-Gang, Ductus pancreaticus Wirsungi), den er aber fälschlicherweise für ein Lymphgefäß des Darmes hält.
- Der Kupferstecher und Verleger Matthäus Merian gibt gemeinsam mit Martin Zeiller den ersten Band seiner Topographia Germaniae, die Topographia Helvetiae heraus. Bis 1654 werden daraus 16 Bände, die in den Jahren darauf auch noch mehrere Auflagen erleben.

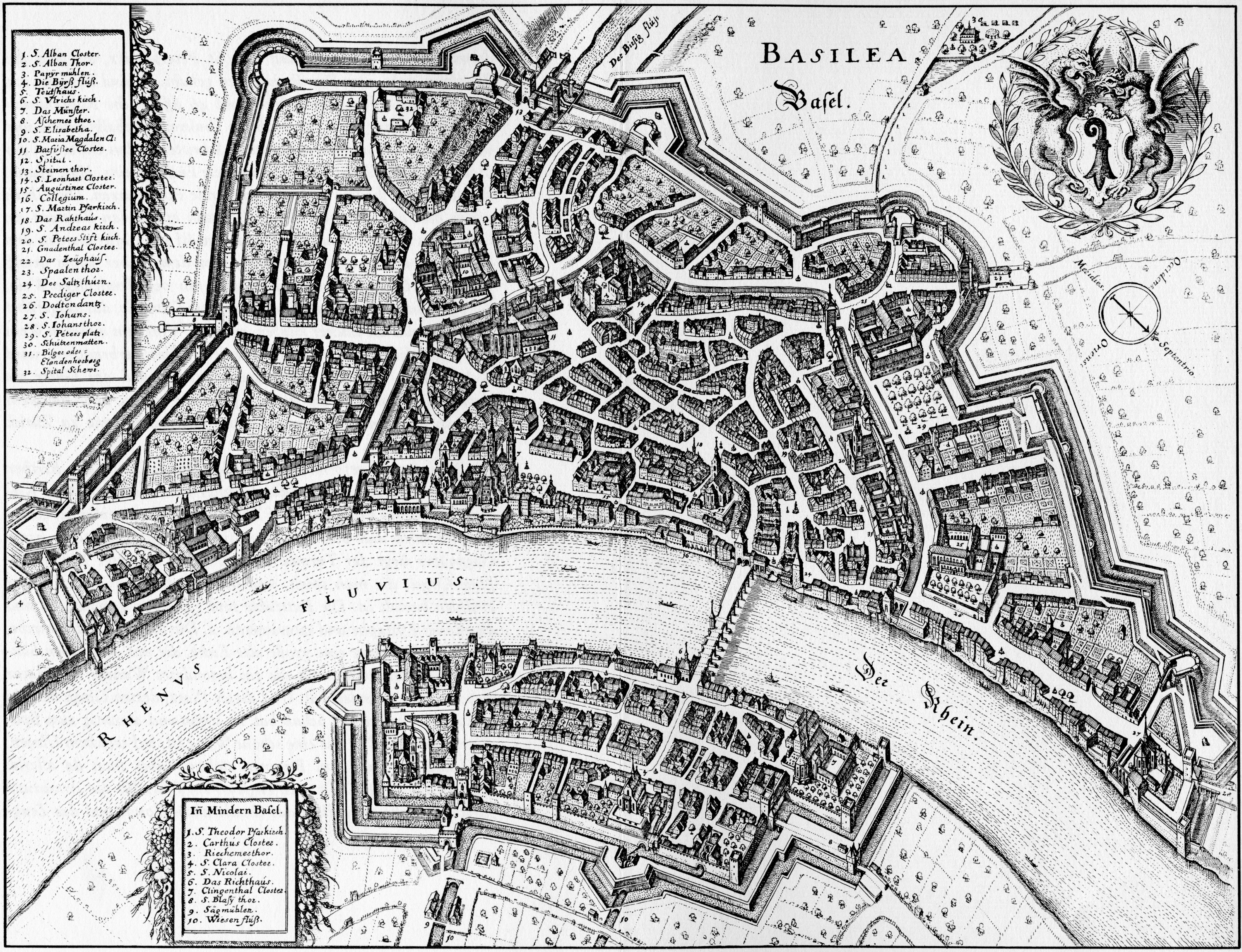
Basel 1642
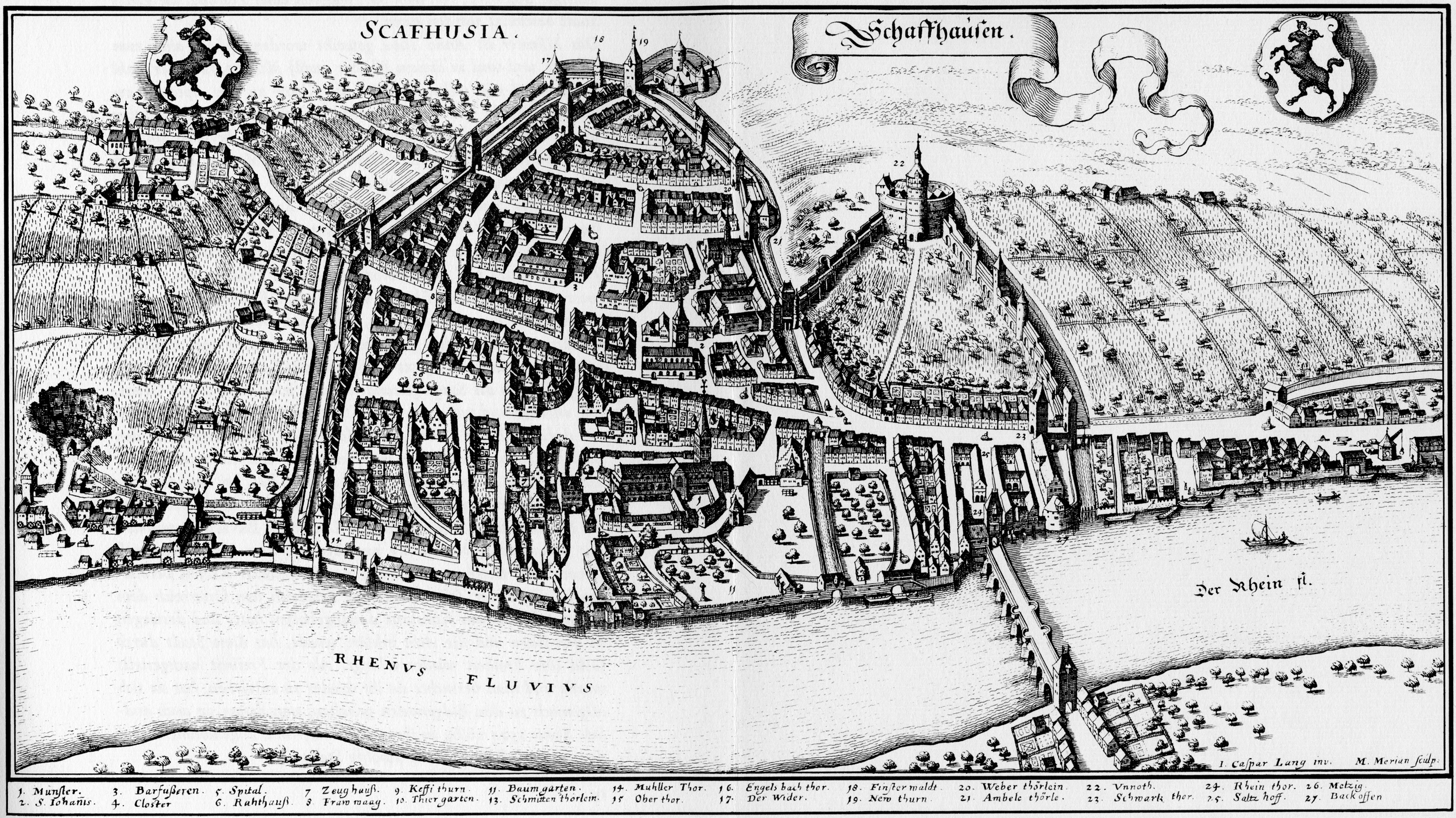
Schaffhausen 1642
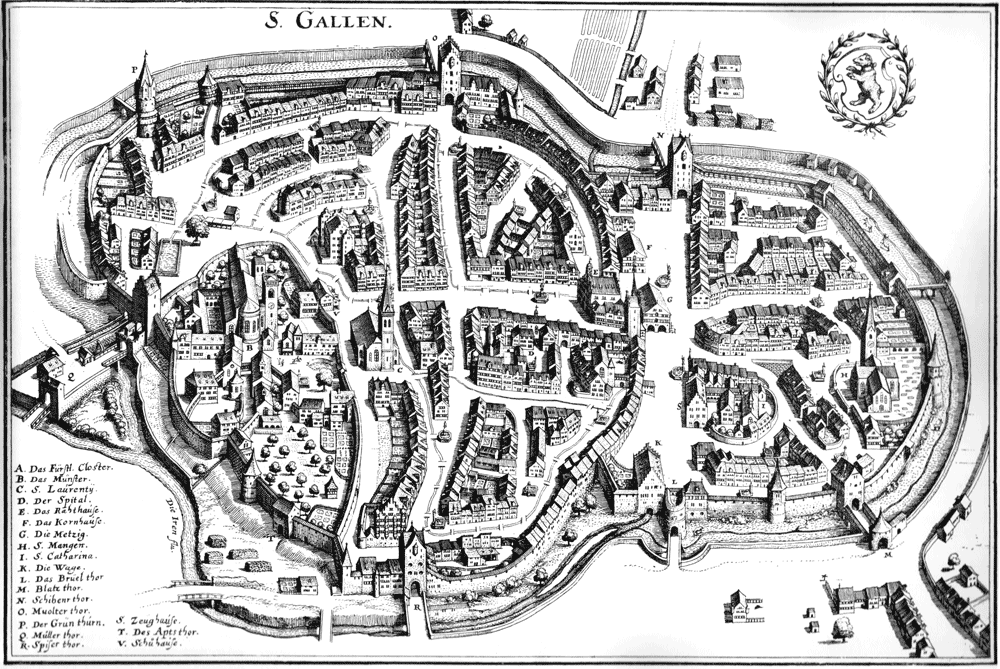
St. Gallen 1642
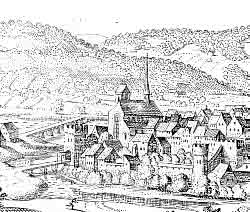
Aarau 1642
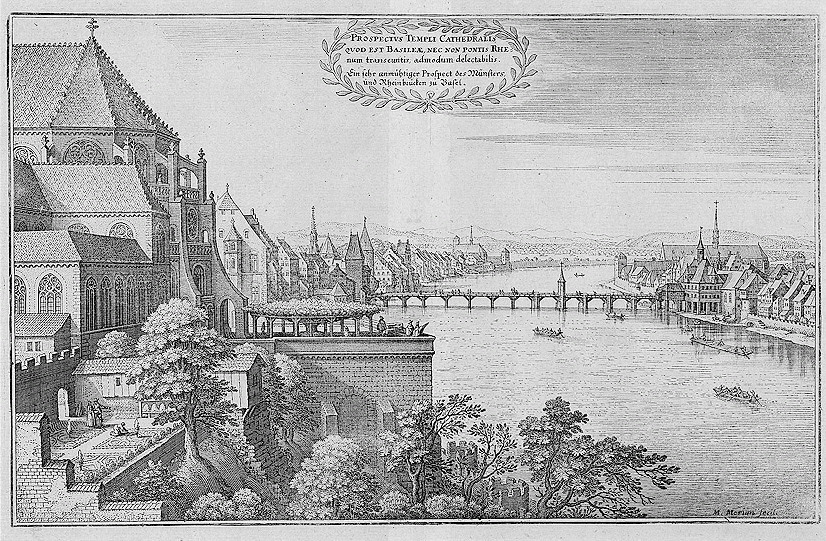
Basel
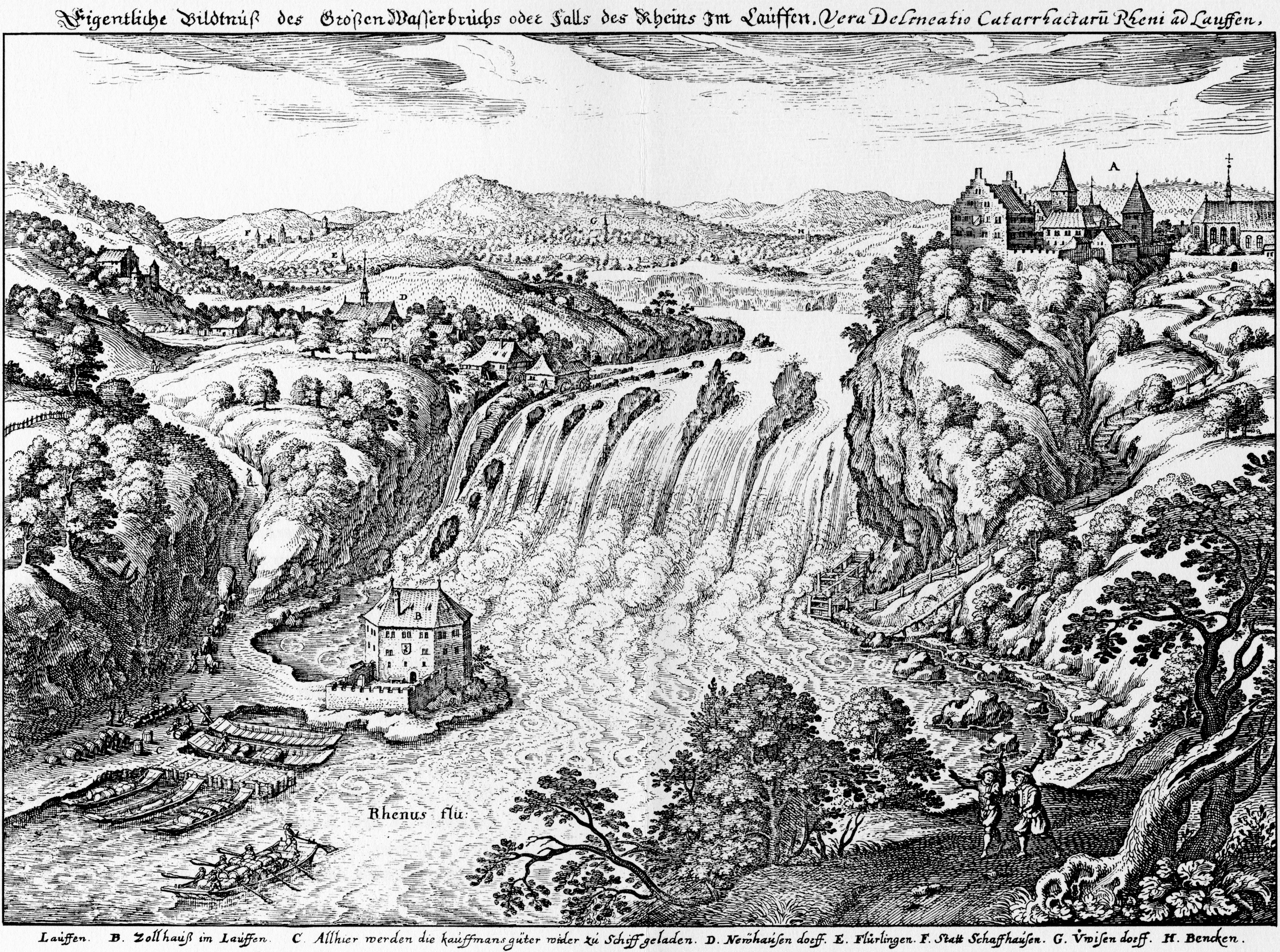
Rheinfall und Schloss Laufen
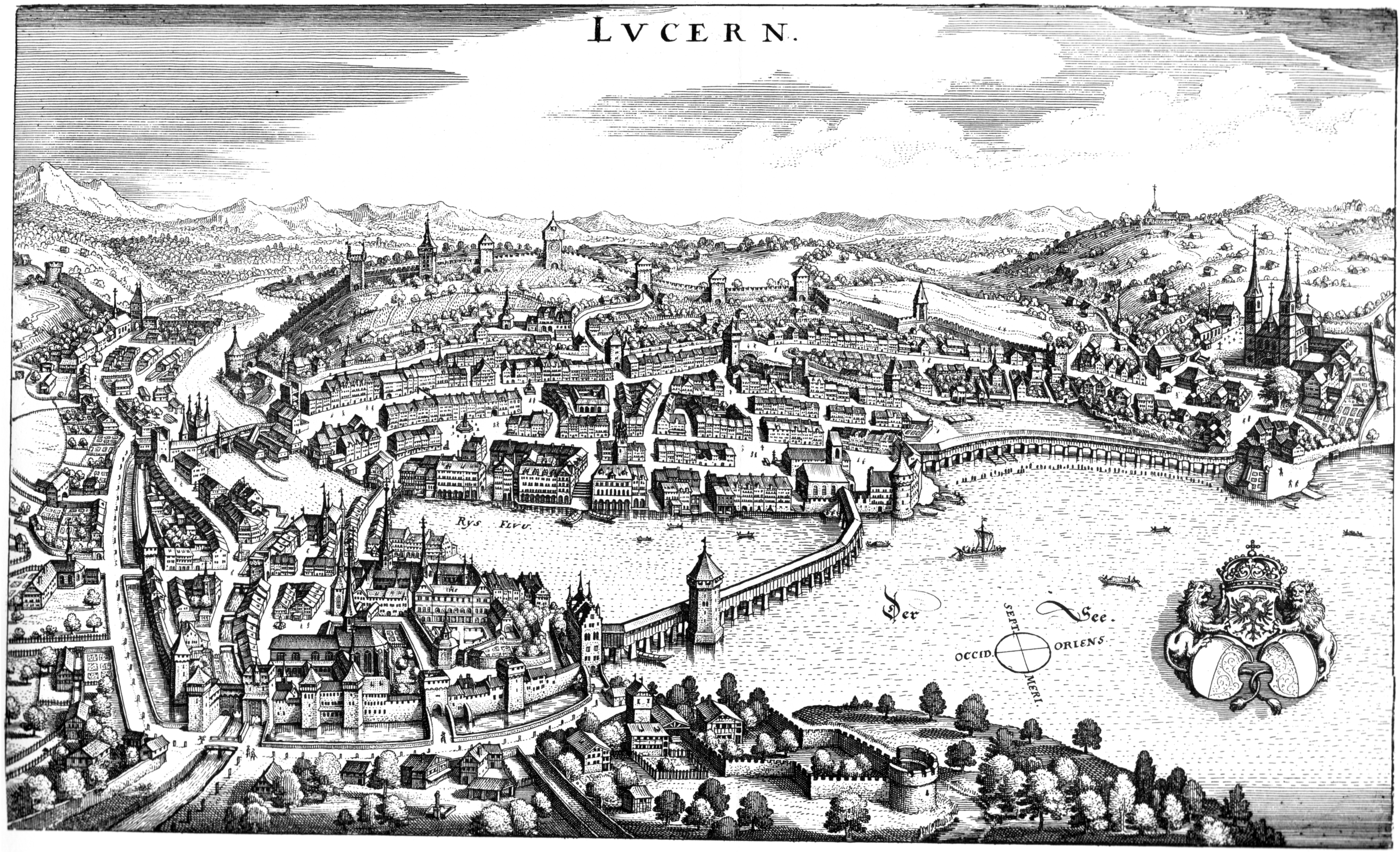
Luzern
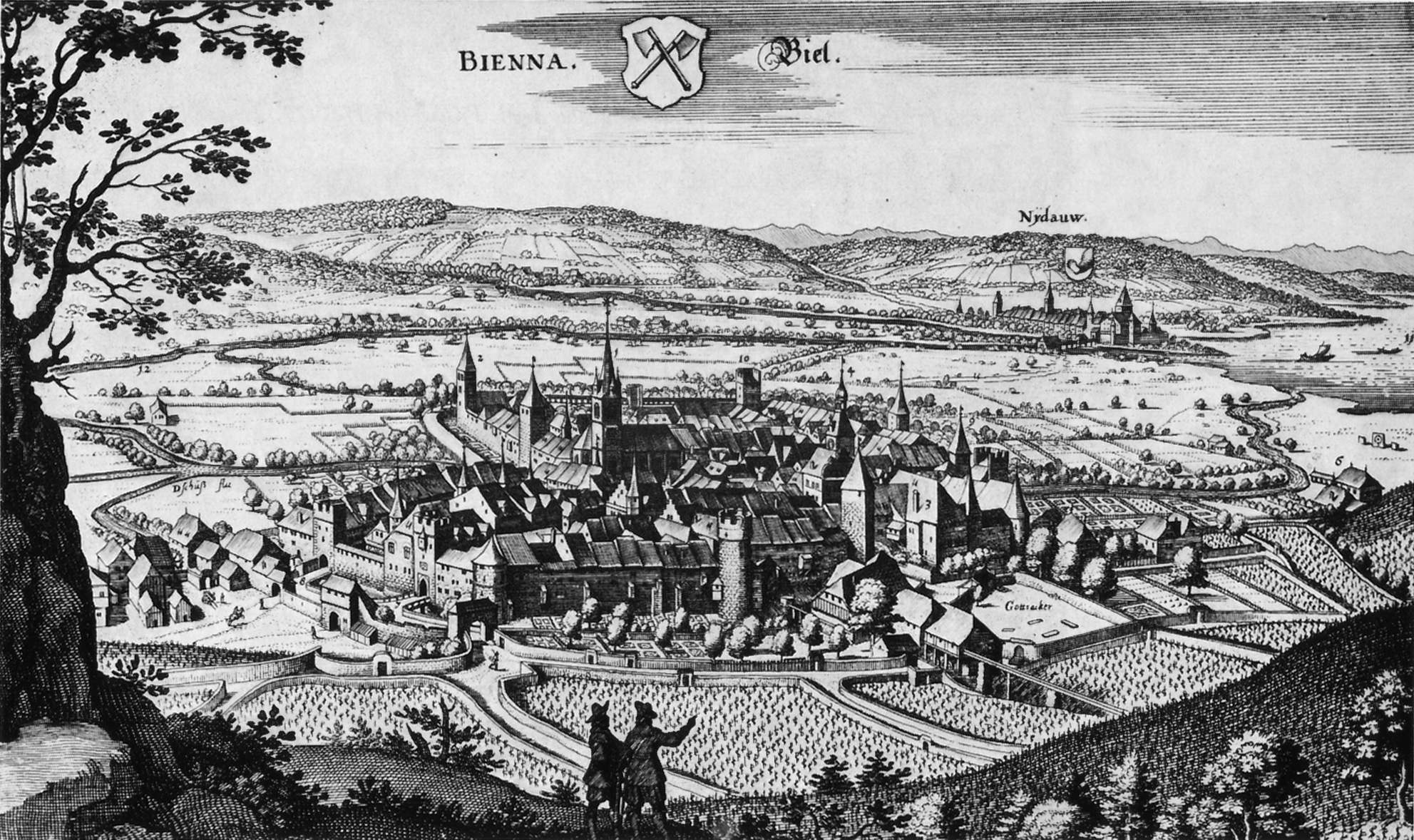
Biel
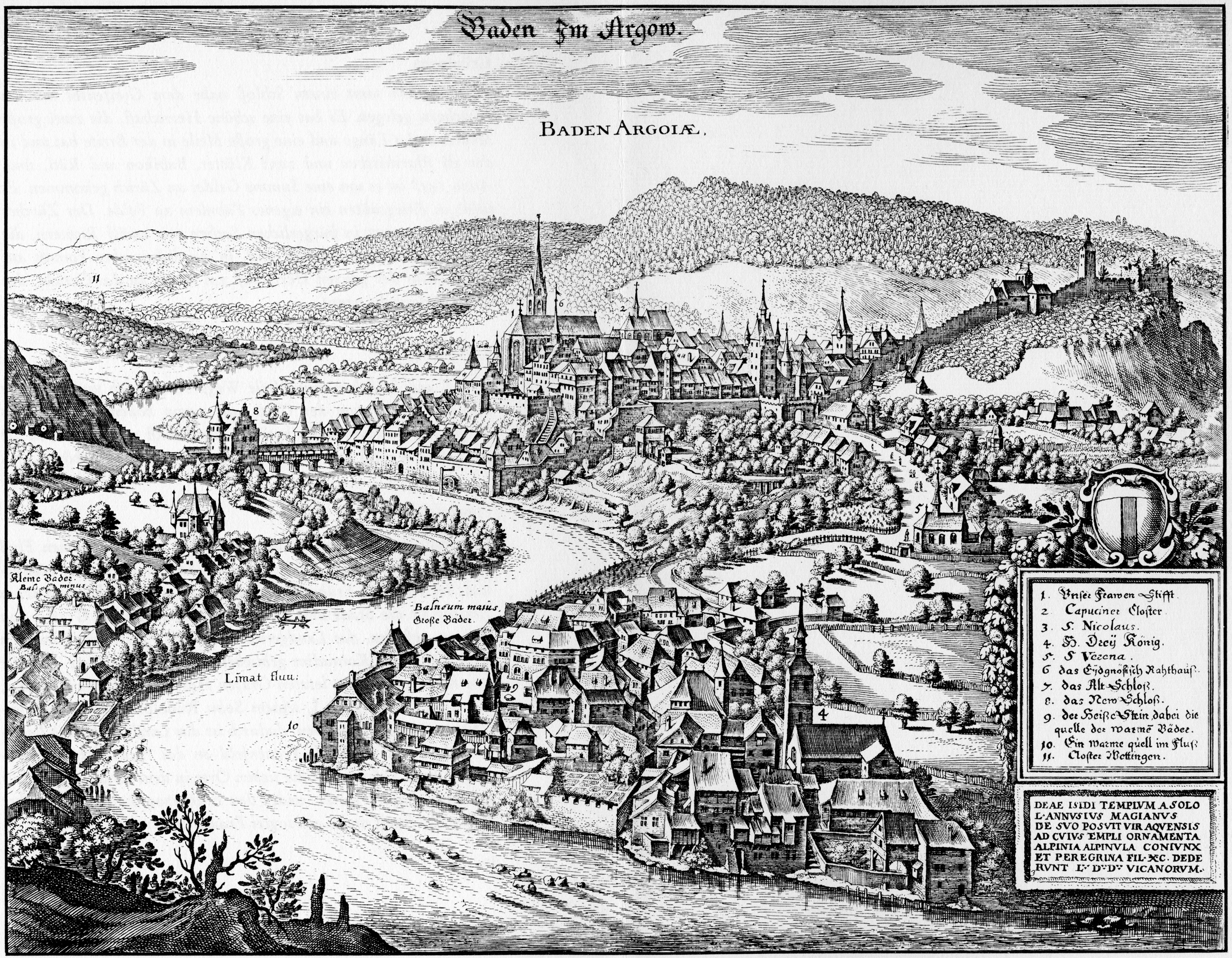
Baden AG
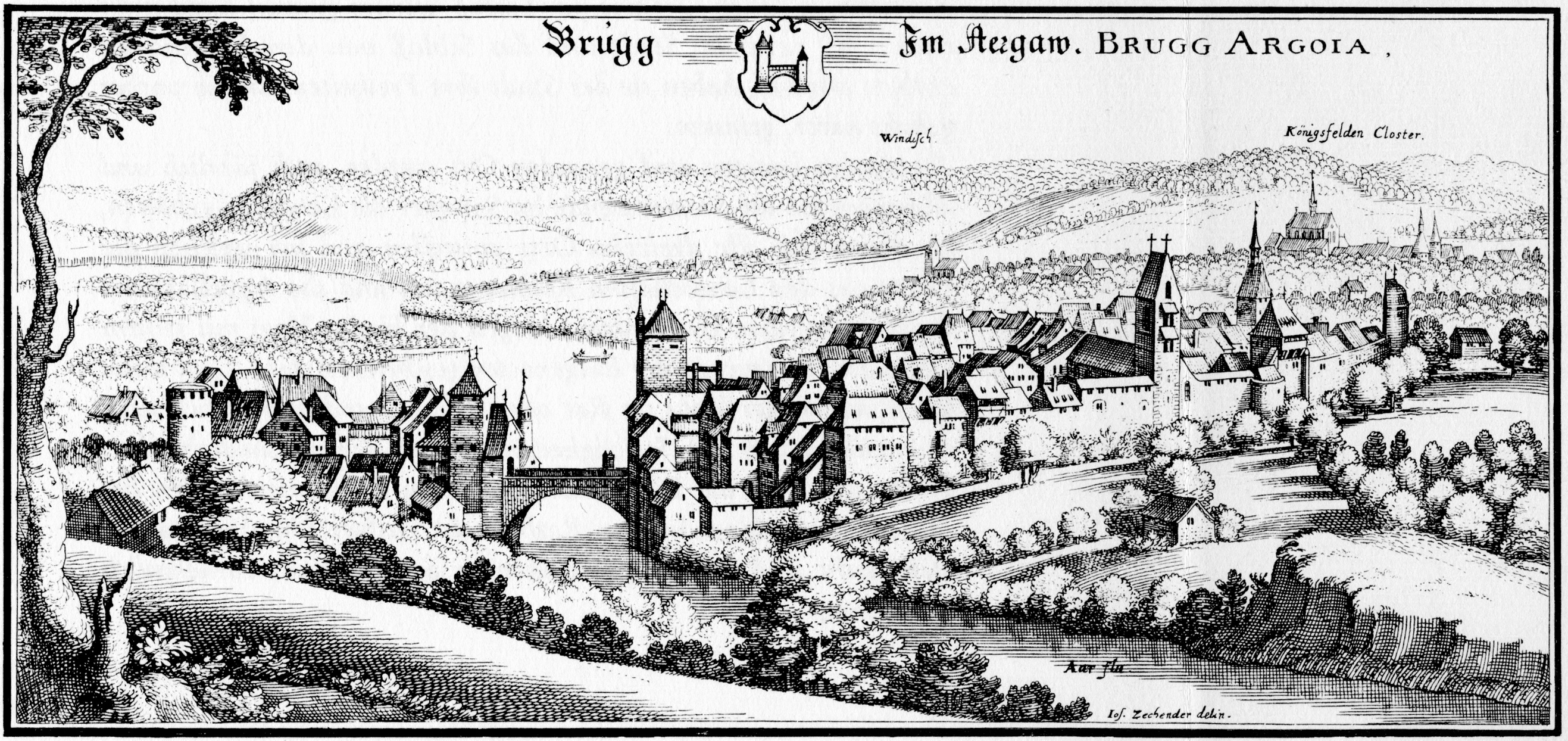
Brugg AG
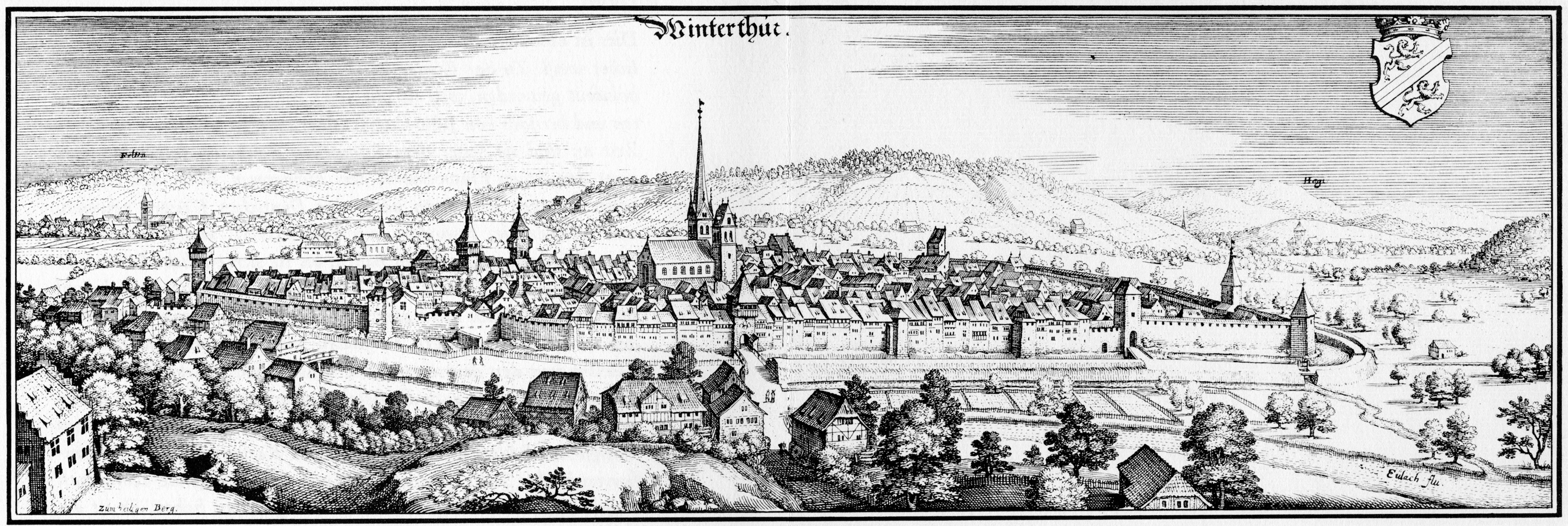
Winterthur
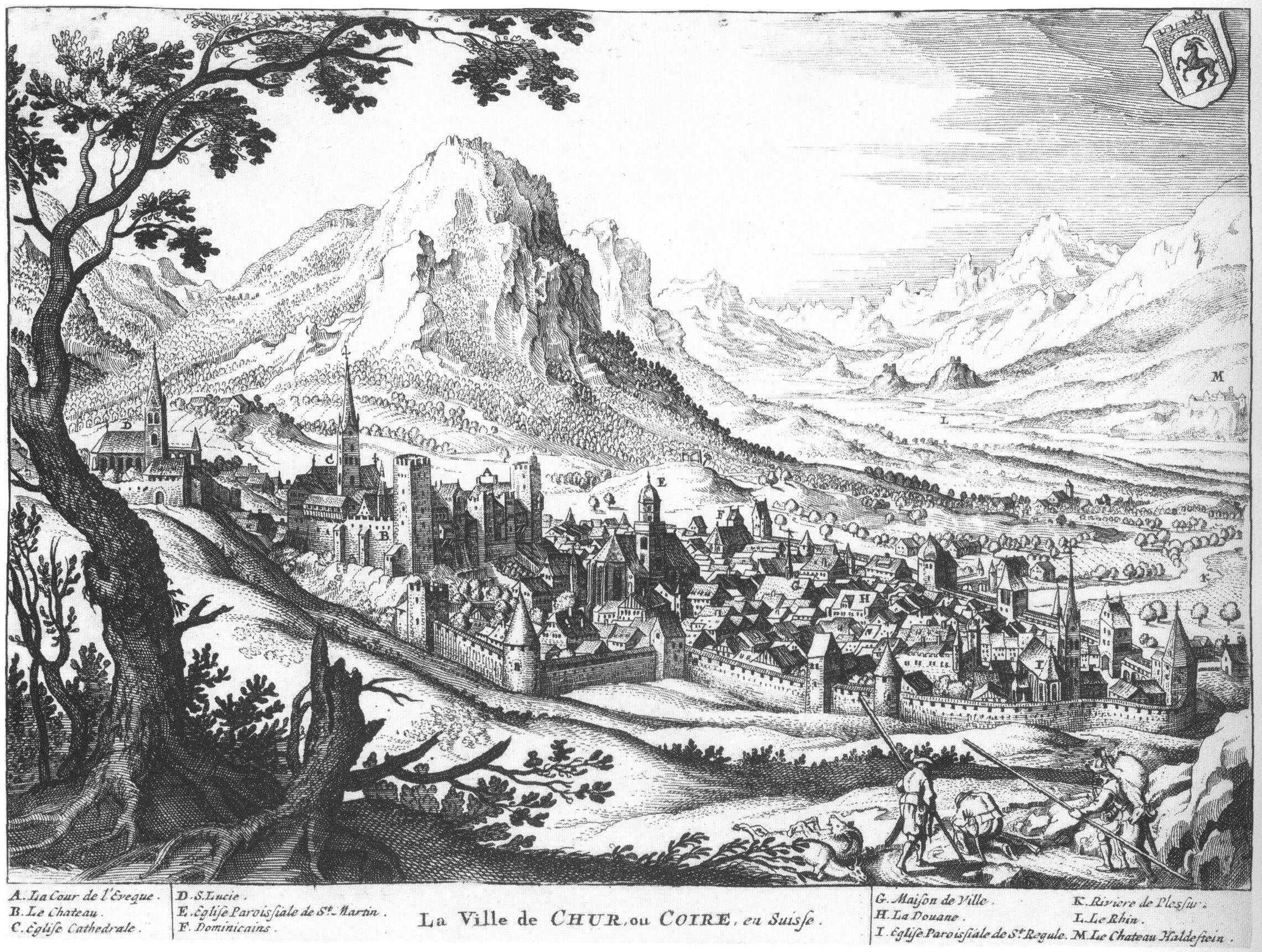
Chur

### Kultur

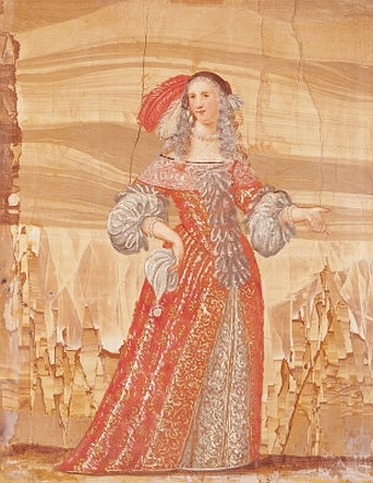
Madeleine Béjart

- Die Schauspielerin Madeleine Béjart lernt den Juristen und Theaternarren Jean-Baptiste Poquelin kennen und bestärkt ihn in seiner Theaterleidenschaft. Wenige Jahre später wird er unter dem Namen Molière Erfolge als Dramatiker feiern.

Rembrandt: Die Nachtwache

- Rembrandt van Rijn malt das Gemälde Die Kompanie des Frans Banning Cocq, besser bekannt als Die Nachtwache.
- Das elisabethanische Theater in England (William Shakespeare) wird verboten.
- Baubeginn von Schloss Ulriksdal für den schwedischen Reichsmarschall Jakob De la Gardie
- Christoph Bach wird bis 1652 Ratsmusikant in Erfurt.

### Religion
- 6. März: Mit der Bulle In eminenti wendet sich Papst Urban VIII. gegen die Ausbreitung des Jansenismus und zensiert das 1640 erschienene Werk Augustinus des niederländischen Theologen Cornelius Jansen. Den Anhängern der Lehre wirft er Ketzerei vor.
- 29. Juli: Der Kirchenkonvent wurde im Dreißigjährigen Krieg durch Verordnung Herzog Eberhards III. in den Amtsstädten des Herzogtums Württemberg, 1644 auch in den anderen Gemeinden eingeführt. Die Initiative hierzu ging von Johann Valentin Andreae aus, der die Idee von seinem Aufenthalt im calvinistisch geprägten Genf im Jahr 1610 mitgebracht hatte. Sein Ziel war es, die im Laufe des Dreißigjährigen Kriegs verkommenen Sitten wieder zu bessern.

### Katastrophen
- Überschwemmungen in China kosten etwa 300.000 Menschen das Leben.

## Historische Karten und Ansichten

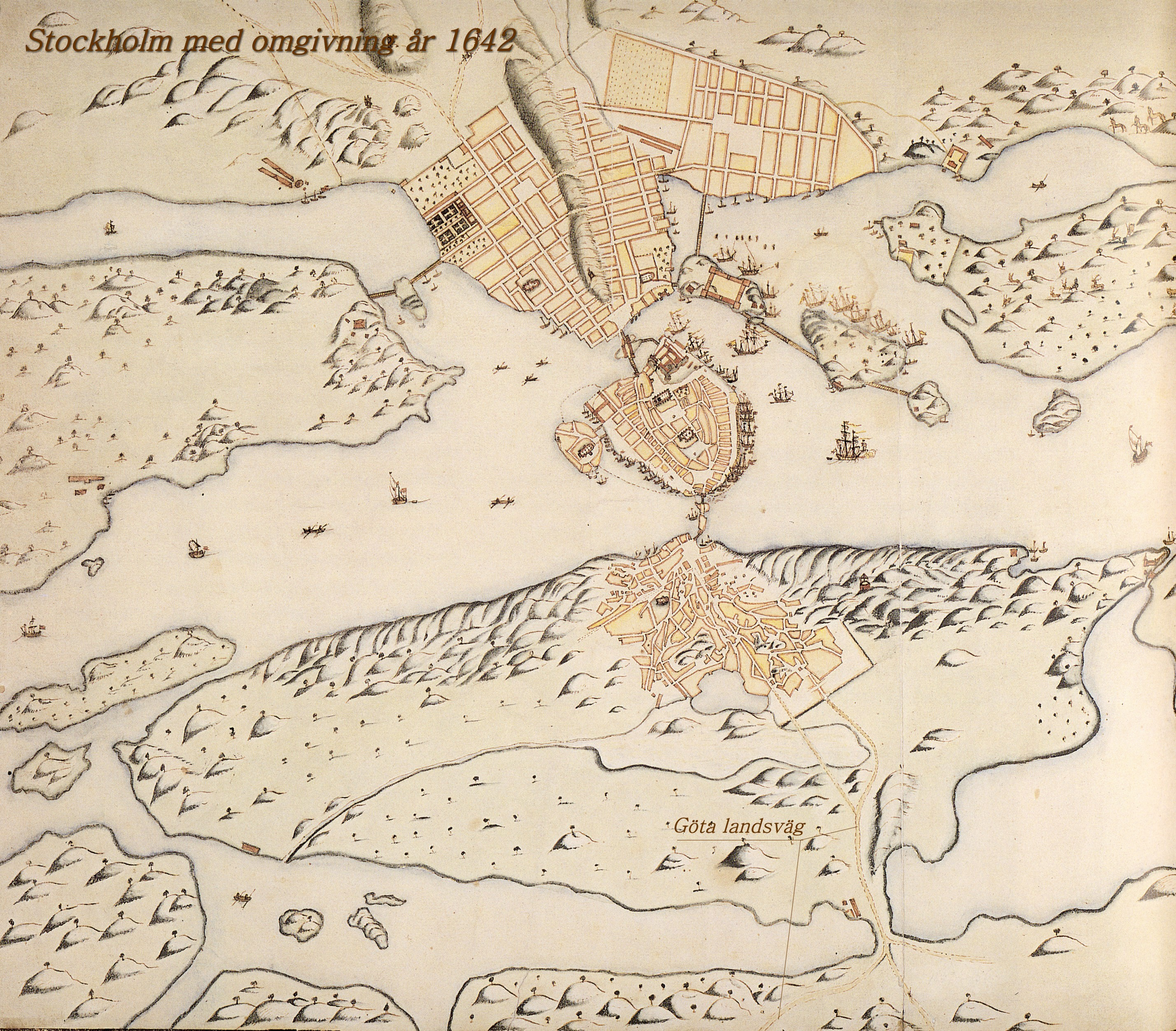
Stockholm 1642
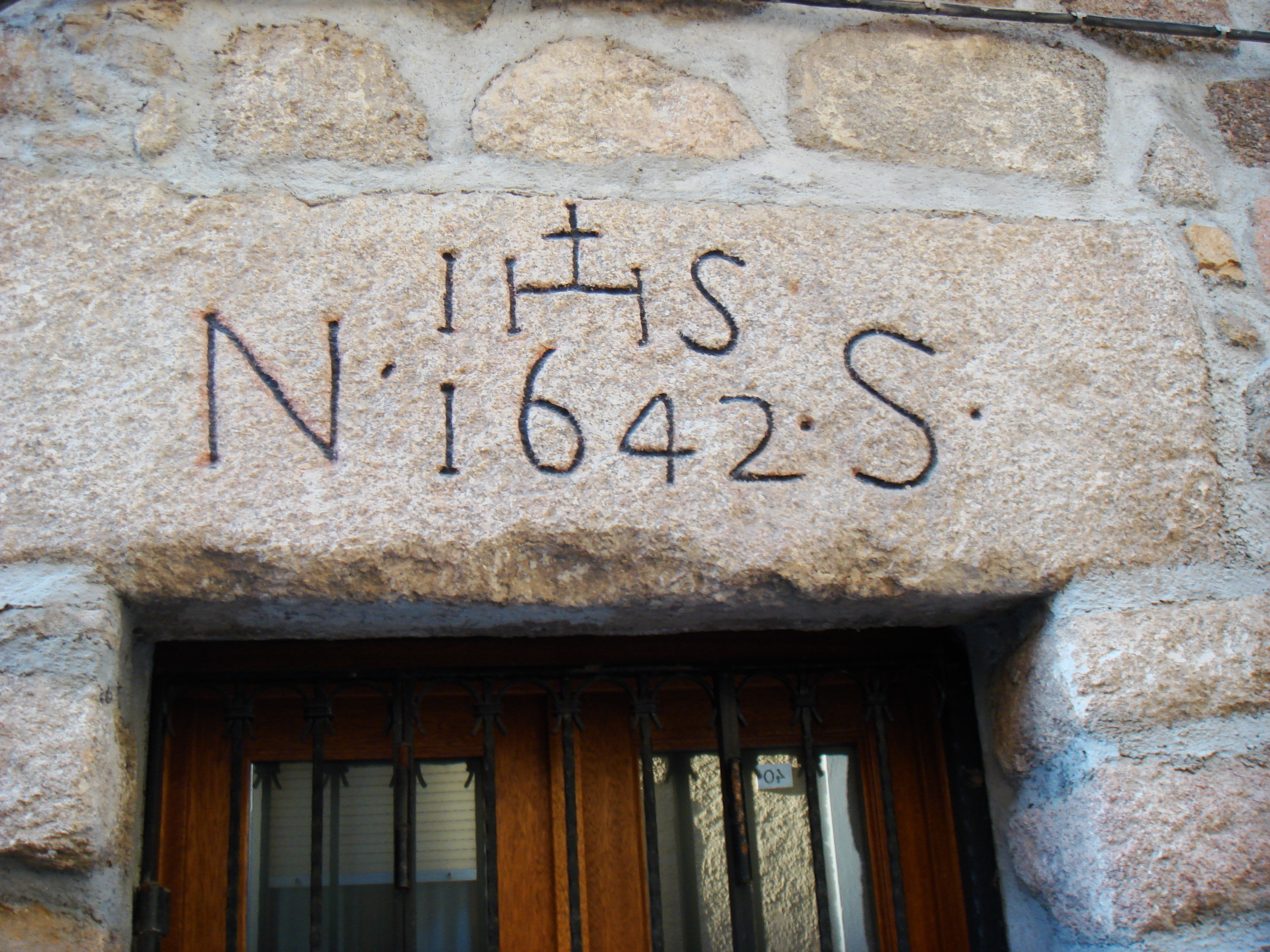
1642

## Geboren

### Geburtsdatum gesichert

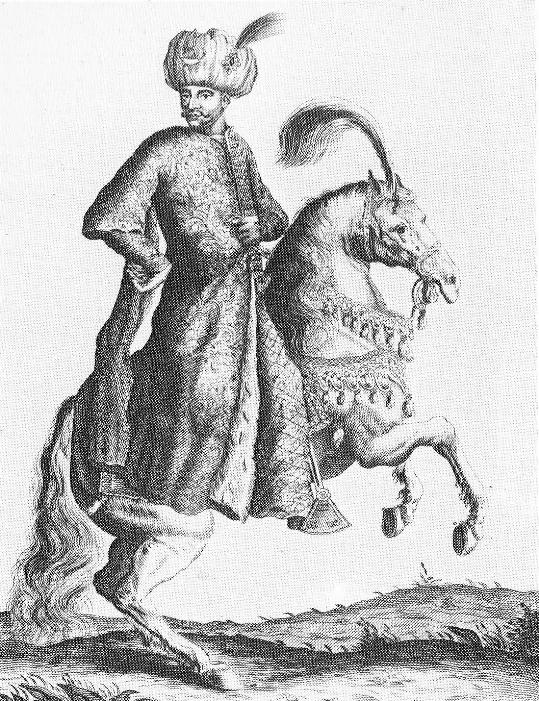
Mehmed IV.

- 02. Januar: Mehmed IV., Sultan des Osmanischen Reiches († 1693)
- 03. Januar: Diego Morcillo Rubio de Auñón, spanischer Kleriker, Erzbischof von Lima und Vizekönig von Peru († 1730)
- 05. Januar: Philipp Jeningen, Jesuit, Volksmissionar, Mystiker († 1704)
- 11. Januar: Johann Friedrich Alberti, deutscher Organist und Komponist († 1710)
- 18. Februar: Marie Desmares, genannt Mademoiselle de Champmeslé, französische Schauspielerin und Tragödienspielerin († 1698)
- 19. Februar: Sophie Luise von Württemberg, Markgräfin von Brandenburg-Bayreuth († 1702)
- 02. März: Claudio Coello, spanischer Maler († 1693)
- 05. März: John Archdale, englischer Gouverneur der Province of Carolina († 1717)
- 08. März: Leodegar Keller, Luzerner Kleinrat, Landschreiber und Salzdirektor († 1722)
- 28. März: Heinrich Wolrad, Graf von Waldeck-Eisenberg († 1664)
- 01. April: Wenzel Norbert Octavian Graf Kinsky, böhmischer Statthalter und Appellationspräsident († 1719)
- 03. April: Johann Balthasar Burckhardt, Bürgermeister von Basel († 1722)

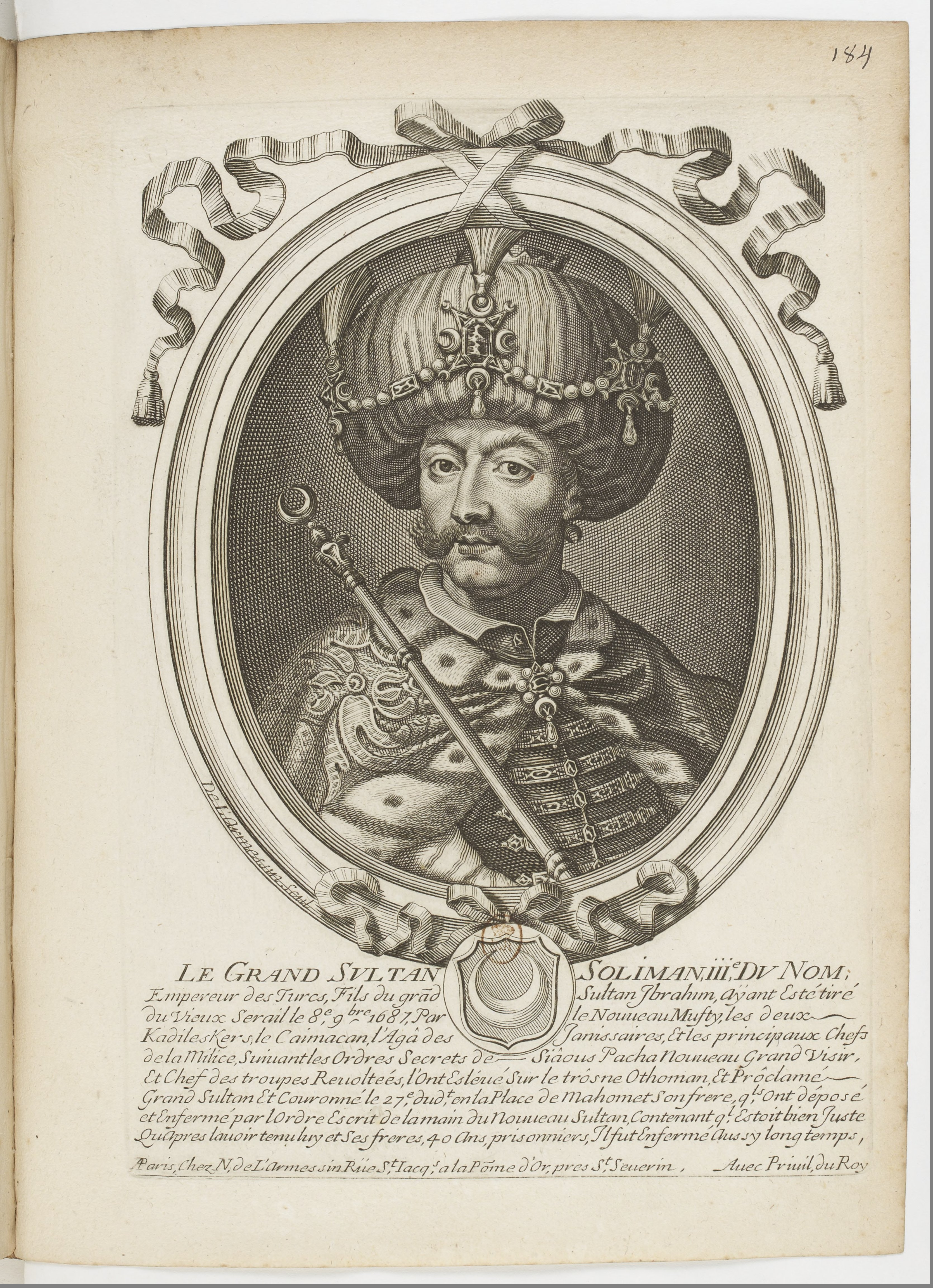
Süleyman II.

- 15. April: Süleyman II., Sultan des Osmanischen Reiches († 1691)
- 30. April: Christian Weise, deutscher Schriftsteller, Dramatiker und Pädagoge († 1708)
- 07. Mai: Giovanni Battista Contini, italienischer Architekt († 1723)
- 13. Mai: Johann Schmuzer, deutscher Stuckateur († 1710)
- 23. Juni: Johannes de Spina, deutscher Rechtswissenschaftler († 1689)
- 28. Juni: Jacob de Graeff, niederländischer Politiker und Patrizier († 1690)
- 21. Juli: Justus Philipp Meyenberg, deutscher evangelischer Theologe († 1709)
- 25. Juli: Louis I., Fürst von Monaco († 1701)
- 14. August: Cosimo III. de’ Medici, Großherzog der Toskana († 1723)
- 18. August: Johann Friedrich von Waldstein, Bischof von Königgrätz und Erzbischof von Prag († 1694)
- 05. September: Marie von Oranien-Nassau, Pfalzgräfin von Simmern († 1688)
- 23. September: Giovanni Maria Bononcini, italienischer Violinist und Komponist († 1678)
- 20. Oktober: Charles Chevillet, französischer Schauspieler und Bühnenautor († 1701)
- 22. Oktober: Rudolph Wilhelm Krause der Jüngere, deutscher Mediziner († 1718)
- 16. November: Cornelis Evertsen, niederländischer Admiral und Freibeuter († 1706)
- 24. November: Anne Hilarion de Costentin de Tourville, französischer Admiral und Seeheld, Marschall von Frankreich († 1701)
- 30. November: Andrea Pozzo, italienischer Maler, der vor allem für seine Kuppelfresken bekannt ist († 1709)
- 08. Dezember: Johann Christoph Bach, deutscher Komponist († 1703)

### Genaues Geburtsdatum unbekannt
- Armande Béjart, französische Schauspielerin und Ehefrau des Bühnenautors Molière († 1700)
- Johann Peter von Burmann, Weihbischof in Köln († 1696)
- Marie-Anne de La Trémoille, allmächtige erste Kammerdame der spanischen Königin Maria Luisa Gabriella von Savoyen († 1722)
- Michael Waginger, Tiroler Barockmaler († 1713)

### Geboren um 1642
- Edward Taylor, neuenglischer Dichter († 1729)

## Gestorben

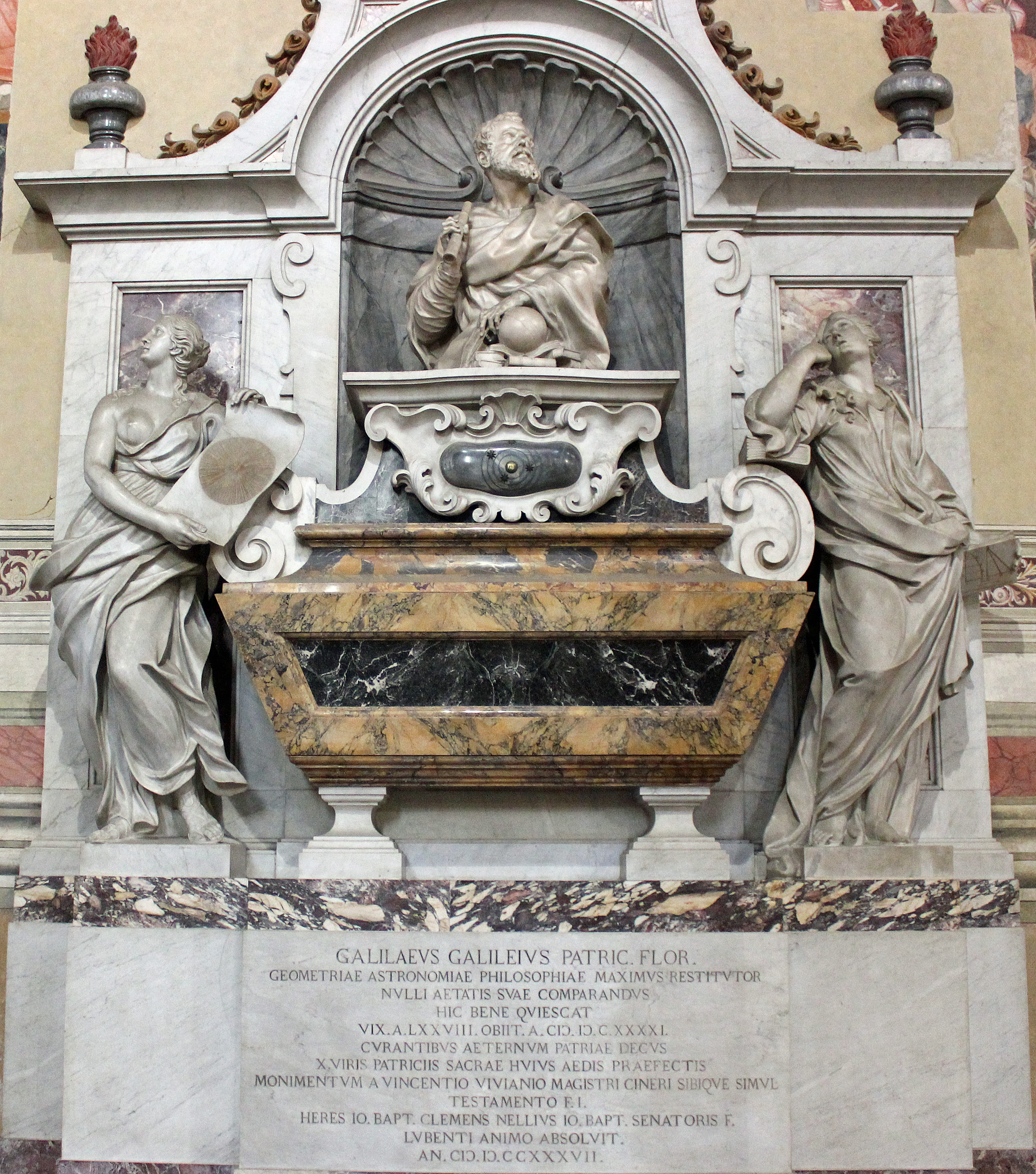
Grab des Galileo,
Santa Croce, Florenz

### Erstes Halbjahr
- 08. Januar: Galileo Galilei, italienischer Philosoph, Mathematiker, Physiker und Astronom (* 1564)
- 10. Januar: Heinrich Höpfner, deutscher evangelisch-lutherischer Theologe und Hochschullehrer (* 1582)
- 12. Januar: Johann Ernst von Hanau-Münzenberg-Schwarzenfels, Graf von Hanau-Münzenberg (* 1613)
- 13. Januar: Jean Louis de Nogaret de La Valette, Herzog von Épernon, französischer Feldherr (* 1554)
- 18. Januar: Charles de Neufville, französischer Staatsmann (* um 1566)
- 26. Januar: Johann Matthäus Meyfart, deutscher lutherischer Theologe, Pädagoge und Kämpfer gegen die Hexenverfolgungen (* 1590)
- 27. Januar: Theodor Varmeier, deutscher Jurist (* 1587)
- 29. Januar: Bartholomäus Anhorn, schweizerischer Pfarrer und Historiker (* 1566)
- 06. Februar: Veit Holzlechner, Seidensticker und Bürgermeister von Wittenberg (* 1574)
- 10. Februar: Juan Carlos Amat, spanischer Arzt und Musiker (* 1572)
- 04. März: Johann König, deutscher Maler (* 1586)
- 10. März: Johan De la Gardie, schwedischer Adliger und Inhaber höchster Staatsämter (* 1582)
- 12. März: Johann von Ponickau, kaiserlicher Rat und Reichspfennigmeister des Ober- und Niedersächsischen Reichskreises (* 1584)
- 30. März: Wilhelm August, Herzog von Braunschweig-Harburg (* 1564)
- 19. April: Johannes Assuerus Ampzing, niederländischer Mediziner (* 1558)
- 29. April: Ägidius Hunnius der Jüngere, deutscher lutherischer Theologe (* 1594)
- 30. April: Dmitri Michailowitsch Poscharski, russischer Fürst, Anführer eines Aufstandes gegen die polnisch-litauische Okkupation während der Zeit der Wirren (* 1578)
- 06. Mai: Frans II Francken, flämischer Zeichner und Maler (* 1581)
- 12. Mai: Safi I., Schah der Safawiden (* 1611)
- 24. Mai: Polyxena von Lobkowicz, böhmische Adelige (* 1566)
- 10. Juni: Franz Albert von Sachsen-Lauenburg, bedeutender Feldherr im Dreißigjährigen Krieg (* 1598)
- 11. Juni: Anne de Caumont, Herzogin von Fronsac (* 1574)
- 14. Juni: Saskia van Uylenburgh, Ehefrau von Rembrandt van Rijn (* 1612)
- 18. Juni: Magnus Ernst Dönhoff, Woiwode von Pernau und Starost von Dorpat (* 1581)

### Zweites Halbjahr
- 03. Juli: Maria von Medici, Frau des französischen Königs Heinrich IV. (* 1575)
- 17. Juli: Wilhelm von Nassau-Siegen, Graf von Nassau in Hilchenbach, niederländischer Feldherr (* 1592)
- 30. Juli: Franz von Hatzfeld, Fürstbischof von Würzburg und Bamberg (* 1596)
- 18. August: Guido Reni, italienischer Maler und Radierer (* 1575)
- 29. August: Georg Huber, Bürgermeister von St. Gallen (* 1557)
- 03. September: Elisabeth von Oranien-Nassau, Herzogin von Bouillon und Regentin des unabhängigen Fürstentums Sedan (* 1577)
- 12. September: Henri Coiffier de Ruzé, Marquis de Cinq-Mars, französischer Höfling (* 1620)
- 29. September: William Stanley, 6. Earl of Derby, englischer Adliger (* 1561)
- 09. Oktober: Benjamin de Rohan, Feldherr der Hugenotten (* 1583)
- 27. Oktober: Jean Nicolet, französischer Entdecker (* um 1598)
- 28. Oktober: Holger Rosenkrantz, dänischer Adliger, Theologe, Pädagoge und Mitglied des Reichsrates (* 1574)
- 25. November: Christian Günther I., Graf von Schwarzburg-Sondershausen (* 1578)
- 28. November: Simon de la Vallée, französisch-schwedischer Architekt (* um 1600)

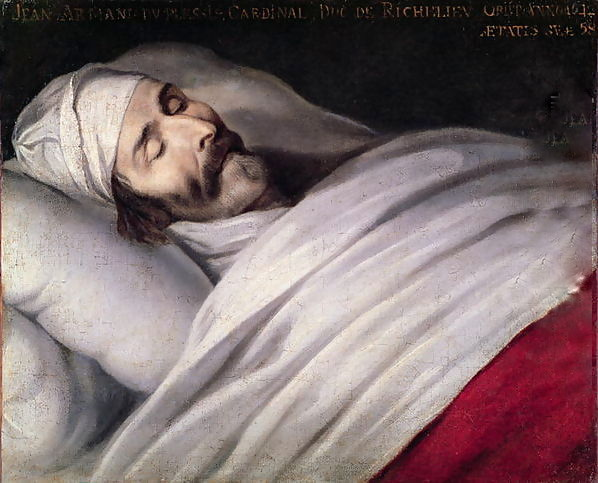
Philippe de Champaigne – Kardinal Richelieu auf dem Totenbett (1642)

- 04. Dezember: Armand-Jean du Plessis, duc de Richelieu, französischer Aristokrat und Kardinal, Erster Minister Frankreichs und maßgeblicher Berater des französischen Königs Ludwig XIII. (* 1585)
- 20. Dezember: Christian Carpzov, deutscher Jurist und Rechtswissenschaftler (* 1605)
- 27. Dezember: Hermann op den Graeff, führende Persönlichkeit der Krefelder Mennoniten (* 1585)

### Genaues Todesdatum unbekannt
- vor dem 7. April: Valentin Preuenhueber, österreichischer Geschichtsschreiber
- Francis Kynaston, englischer Dichter und Höfling (* 1587)